# Clinodiplosis graminis
Clinodiplosis graminis är en tvåvingeart som först beskrevs av Fitch 1861.  Clinodiplosis graminis ingår i släktet Clinodiplosis och familjen gallmyggor. Inga underarter finns listade i Catalogue of Life.